# Симпласт
Симпла́ст (от др.-греч. συν- — вместе + πλαστός — образованный, вылепленный), у животных — строение ткани, характеризующееся отсутствием границ между клетками и расположением ядер в сплошной массе цитоплазмы. 
Симпластическое строение характерно для некоторых простейших (инфузорий, фораминифер, многоядерных стадий развития малярийных плазмодиев и др.), зародышей ряда насекомых на ранних стадиях развития, у животных — в поперечно-полосатых мышечных волокнах.
Симпласт образуется в результате слияния нескольких клеток.
У растений симпластом, или синцитием, называют единую систему протопластов клеток, объединяемых в одно целое многочисленными плазмодесмами. Симпласт является одним из путей, обеспечивающих транспорт веществ в растении (симпластический транспорт).